# Lauromacromia picinguaba
Lauromacromia picinguaba – gatunek ważki z rodziny Synthemistidae. Występuje na terenie Ameryki Południowej; stwierdzony na dwóch obszarach chronionych w stanie São Paulo w południowo-wschodniej Brazylii.